# Chino clásico
El chino clásico o chino literario (en chino, 文言; pinyin, Wényán) es la lengua escrita empleada antiguamente en China y continuada como lengua de cultura aún después de que el chino antiguo dejara de ser la lengua hablada en China.
El chino literario se basa en el chino clásico, propiamente es un estilo tradicional de escritura china basado en la gramática y el léxico del chino antiguo haciéndolo diferente a cualquier variedad de chino moderno. El chino literario fue usado también fuera de China: es llamado hanmun (漢文 'escritura Han') en coreano, kanbun (漢文 'escritura Han') en japonés; y Hán Văn (漢文 'escritura Han') en vietnamita. Debido a que la historia del chino es tan larga, hay diferentes tipos de chino clásico. Por ejemplo, el chino de la dinastía Han es bastante diferente que el de la dinastía Tang.

## Aspectos históricos, sociales y culturales

### Chino clásico y chino literario
La distinción entre chino literario clásico y chino literario vernáculo está lejos de ser clara. Mientras los términos chino clásico y chino literario a menudo se intercambian, los sinologistas reconocen que en realidad son diferentes. El chino clásico fue la lengua escrita desde la dinastía Zhou, especialmente en el periodo de Primaveras y Otoños, hasta el final de la dinastía Han. El chino clásico por excelencia es la lengua usada en la literatura durante el período de los Reinos Combatientes de los Zhou orientales. Se acepta que en esa época esta lengua escrita era cercana a la lengua coloquial culta. Posteriormente el cambio lingüístico hizo que la lengua vulgar difiriera apreciablemente de la lengua escrita. La lengua escrita que continuaba con las convenciones formales del chino clásico en tiempos donde ya no era una lengua hablada, es lo que conocemos como chino literario. Coloquialmente el chino clásico dio lugar con el tiempo a varias lenguas siníticas que han divergido notablemente de la forma clásica.
El chino literario clásico es la forma del chino escrito usado desde el final de la dinastía Han hasta comienzos del siglo XX cuando fue reemplazado por el chino escrito vernáculo. Este chino clásico literario todavía era usado a comienzos del siglo XX para toda correspondencia formal, no sólo en China sino también (durante diferentes periodos) en Corea, Japón y Vietnam. Entre los hablantes siníticos el chino clásico había sido ampliamente reemplazado por el chino vernáculo (白話), entre los cuales están el chino mandarín escrito, mientras que los hablantes de otros idiomas han abandonado ampliamente el chino clásico en favor de variedades locales.
Al mismo tiempo que las lenguas siníticas se divergieron de la lengua clásica escrita, el chino literario se basó grandemente en la lengua clásica y los escritores frecuentemente tomaron la lengua clásica en sus escritos literarios. El chino literario, por lo tanto, muestra mucha similitud con el chino clásico, aunque las similitudes fueron disminuyendo con el correr de los siglos por influencia de las lenguas siníticas vernáculas.
Esta situación, el uso del chino literario en las esferas culturales chinas a pesar de la existencia de vernáculos regionales dispares, es llamada diglosia. Puede ser comparado a la posición del árabe clásico frente a los dialectos árabes. Las lenguas romances continuaron evolucionando, influenciando los textos latinos del mismo periodo, por lo que en la Edad Media, el latín medieval tenía muchos usos que podían haber desconcertado a los romanos. La coexistencia del chino clásico con las lenguas nativas de Corea, Japón y Vietnam, puede compararse al uso del latín en países de lenguas germánicas o de lenguas eslavas.

### Historia de la lengua
El chino clásico es por ende la lengua de los libros más influyentes de China, como las Analectas de Confucio, Mencio y el Dào Dé Jing. 
El chino es una de las pocas lenguas que cuenta con una tradición escrita ininterrumpida que se remonta al segundo milenio a. C. En esos casi cuatro mil años de tradición escrita la lengua hablada y escrita ha evolucionado por lo que se hace necesario distinguir diversos períodos, ya que el chino de las épocas más antiguas no es inteligible con el chino de las épocas más recientes (en el mismo sentido que el latín no es directamente inteligible con las lenguas románicas). A partir de criterios básicamente sintácticos se ha dividido la historia del chino en los siguientes estadios:
1. Chino arcaico y prearcaico (shanggu)
  1. Chino prearcaico (siglo XIV-XI a. C.)
  2. Chino arcaico temprano (siglo X-VI a. C.)
  3. Chino arcaico tardío o chino clásico (siglo V-II a. C.)
2. Chino medieval (zhonggu)
  1. Chino premedieval (s. I a. C.-I d. C.)
  2. Chino medieval temprano (s. II d. C.-VI d. C.)
  3. Chino medieval tardío (VII-primera mitad del siglo XIII)
3. Chino moderno
  1. Chino moderno temprano (segunda mitad del siglo XII-XIV)
  2. Chino moderno (siglo XV-segunda mitad del XIX)
  3. Chino contemporáneo (segunda mitad del siglo XIX-actualidad)

### Uso y distribución

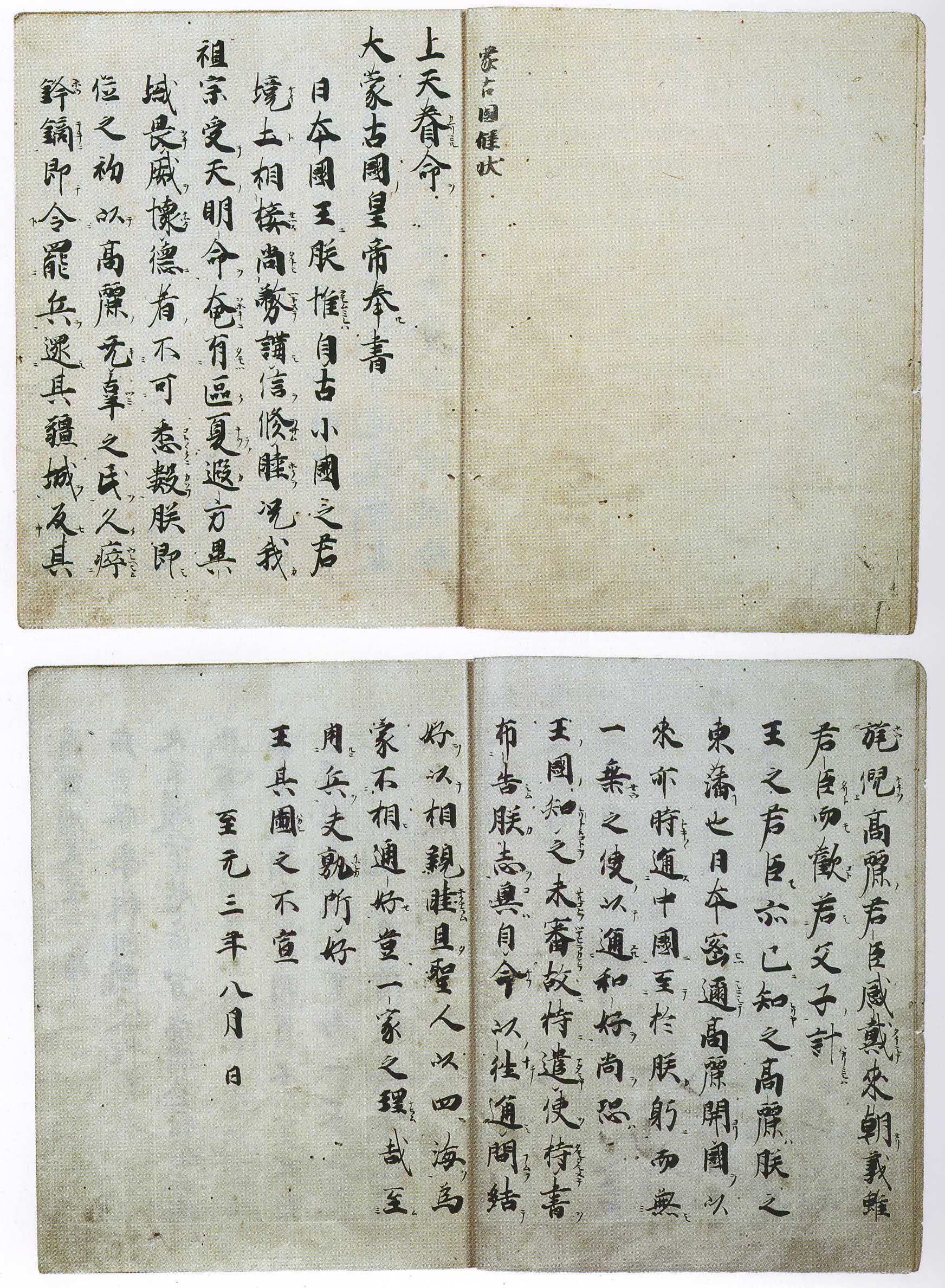
El chino clásico se usó para la comunicación internacional entre el Imperio Mongol y Japón. Esta carta, que data de 1266, fue enviada desde Khubilai Khan al emperador de Japón antes de las invasiones mongolas escrita en chino clásico.

Entre los siglos V y aproximadamente, el chino clásico se usó ampliamente como lengua hablada en el este de China, excepto por algunas partes de las provincias de Zhejiang, Jiangxi, Fujian, Guangdong y siglo II a. C.Taiwán]] (en estas regiones se usó el chino min que no deriva directamente el chino clásico).
Tras el período de los reinos combatientes, el chino clásico siguió siendo usado en la misma área con la consiguiente evolución que dio lugar al resto de variedades vernáculas o lenguas siníticas (excepto el chino min). En el uso escrito se siguió empleando la lengua clásica con pocas variaciones iniciales en China, Japón, Corea y Vietnam. El chino clásico como lengua literaria se usó en China hasta el siglo XX cuando fue definitivamente abandonado en favor del mandarían moderno para todos los usos habituales.

## Descripción lingüística

### Fonología
El sistema fonológico del chino clásico no se conoce directamente debido al carácter de la escritura china. Sin embargo, una serie independiente de evidencias junto con el método comparativo con las lenguas chinas modernas permite reconstruir el sistema fonológico para épocas antiguas. 

#### Chino medio (medieval temprano)
El inventario consonántico del chino medio (chino medieval temprano) puede ser interpretado a partir de las rimas del Qièyùn (s. VI d. C.) con un alto grado de certeza. El siguiente cuadro resume los fonemas que podían aparecer en posición inicial:
|                   | Labial | Alveolar | Retrofleja | Palatal | Velar | Glotal |
| ----------------- | ------ | -------- | ---------- | ------- | ----- | ------ |
| Oclusiva simple   | p, b   | t, d     | ʈ, ɖ       |         | k, g  | (ʔ)    |
| Oclusiva aspirada | pʰ     | tʰ       | ʈʰ         |         | kʰ    |        |
| Africada simple   |        | ʦ, ʣ     | tʂ͡, dʐ͡     | ʨ͡, dʑ͡   |       |        |
| Africada aspirada |        | ʦʰ͡       | tʂʰ͡        | ʨʰ͡      |       |        |
| Fricativa         |        | s, z     | ʂ, ʐ       | ɕ, ʑ    | x     | h      |
| Aproximante       |        | l        |            | j       |       |        |
| Nasal             | m      | n        | (ɲ)        | ɲź      | ŋ     |        |

Para la coda silábica se tienen las siguientes posibilidades: /w, y, ɨ; ŋ, ŋʷ, m, n, k, kʷ, p, t/. En cuanto a las vocales se reconstruye el sistema: /i, ɨ, u; e, o; ɛ; æ, ɐ/.

#### Chino antiguo
La reconstrucción del inventario consonántico del chino antiguo (c. X-VIII a. C.) es mucho más problemática que la del chino medieval puesto que la evidencia es mucho más fragmentaria. Esta reconstrucción se basa en dos tipos de evidencia de las rimas del Shī Jīng (clásico de la poesía) y la comparación fonética. La comparación fonética es el único que puede usarse para las consonantes iniciales. La reconstrucción del inventario de iniciales para el chino antiguo es:
|              |           | Labial | Alveolar | Palatal | Velar | Labio- velar | Glotal  |
| ------------ | --------- | ------ | -------- | ------- | ----- | ------------ | ------- |
| Oclusiva     | sonora    | *b     | *d       |         | *g    | *gʷ          |         |
| Oclusiva     | sorda     | *p     | *t       |         | *k    | *kʷ          | *ʔ, *ʔʷ |
| Oclusiva     | Aspirada  | *pʰ    | *tʰ      |         | *kʰ   | *kʷʰ         |         |
| Africada     | sonora    |        | *ʣ       |         |       |              |         |
| Africada     | sorda     |        | *ʦ       |         |       |              |         |
| Africada     | Aspirada  |        | *ʦʰ      |         |       |              |         |
| Fricativa    | Fricativa |        | *s       |         | *x(ʷ) | *x(ʷ)        | *ɦ      |
| Aproximantes | sonora    |        | *l, *r   | *y      |       | *w           |         |
| Aproximantes | sorda     |        | *l̥, *r̥   | *y̥      |       | *w̥           |         |
| Nasal        | sonora    | *m     | *n       |         | *ŋ    | *ŋʷ          |         |
| Nasal        | sorda     | *m̥     | *n̥       |         | *ŋ̥    | *ŋ̥ʷ          |         |

Para la coda silábica se tienen las siguientes posibilidades: /y, w; m, n, ŋ; p, t, k, kʷ/. En cuanto a las vocales se reconstruye el sistema: /i, ɨ, u; e, o; a/.

#### Tono
Está bien establecido que el chino medio tiene cuatro tonos: píng (nivel), shăng 'ascendente', qù 'saliente', rù 'entrante'. Sin embargo, diversos autores han propuesto que el chino más antiguo y en particular el chino clásico podría no haber tenido tono y que los tonos del chino medieval son sólo el resultado de la caída de ciertas consonantes, en la línea del trabajo de Hadricourt para el vietnamita de acuerdo con el siguiente esquema:
| píng           | shăng          | qù             | rù          |
| -------------- | -------------- | -------------- | ----------- |
| pa[g] pang pan | paʔ pangʔ panʔ | pas pangs pans | pak kap pat |

### Morfología
Todas las lenguas siníticas son lenguas altamente aislantes. Esta tendencia era en chino clásico aún más marcada que en moderno mandarín, que usa más extensivamente la composición como recurso morfológico. Sin embargo, aunque el chino clásico tendía a ser una lengua analítica aislante, la lengua contaba con algunos recursos morfológicos aunque ninguno de ellos era completamente productivo, también presentes en chino moderno: composición, reduplicación y afijación. Además, el chino clásico tiene trazas de procesos de derivación.
No todas las palabras en chino clásico eran monosilábicas (aunque sí lo eran la gran mayoría). La mayoría de disílabos son dos lexemas ligados, cada uno de los cuales no puede aparecer por separado. La mayoría de ellos no están plenamente lexicalizados, aunque hay ejemplos en los que el significado del compuesto no puede ser deducido de los lexemas formantes, como por ejemplo junzi 'señor, caballero' que deriva de jun 'señor, noble' y zi 'niño'. A principios del período Han se incrementa el uso de compuestos, y la composición se usa ampliamente para la creación de neologismos. Además de la composición algunas palabras provienen de la fusión de varios morfemas (no lexemas), como por ejemplo el negativo fu que se proviene de la unión de bu 'no' y zhi (marca de 3.ª persona singular). En chino clásico también se usa extensivamente la reduplicación total weiwei 'alto y magnífico' o parcial: tanglang 'mantis religiosa'.
Contrariamente a una imprecisión muchas veces repetida, la afijación no está totalmente ausente en chino antiguo donde se encuentran vestigios de una época anterior donde era todavía más productiva. La siguiente lista muestra algunos prefijos reconstruidos:
- *n- (que en chino medio da lugar a la sonorización de la siguiente consonante) cuando se añade a un verbo parece producir un intransitivo o un adjetivo *kens 'ver' > *n-kens 'aparecer'
- *k- añadido a un verbo produce un nombre concreto, frecuentemente un agente *ʔjuj-s 'asustar' > *k-ʔjuj-ʔ 'demonio, fantasma'. En otras ocasiones añadido a ciertor verbos parece tener otros sentidos: *ljuk 'alimentar' > *k-ljuk 'dar el pecho'.
- *t- a diferencia de *k- da lugar a un nombre incontable, *ljuk 'alimentar' > *t-ljuk 'gachas de arroz'.
- *s- es un prefijo causativo.

### Sintaxis
El orden básico de constituyentes en chino clásico resulta idéntico al chino medieval y al mandarín: (i) El sujeto precede al predicado, (ii) el verbo precede al objeto y (iii) los modificadores preceden a los nombres que modifican. Aunque (i) y (iii) parecen admitir excepciones. Por ejemplo en oraciones exclamativas el orden sujeto predicado se encuentra a veces invertido. En cuanto al orden del verbo (ii), Li y Thompson han propuesto que en proto-sinítico el orden pudo haber sido diferente, concretamente, SOV como en casi todas las lenguas sinotibetanas (a excepción del karénico y el bai). En chino el verbo no lleva marcas morfológicas de persona y cuando se quiere expresar el sujeto es necesario un sujeto léxico o un pronombre personal, sin embargo, a diferencia de muchas lenguas indoeuropeas (inglés, francés, alemán) aun cuando el verbo no dé información de la persona el chino no requiere obligatoriamente el uso un sujeto. Cuando el sujeto es léxico los textos más arcaico tienen indudablemente orden VO:
(1) jun bi shi guo
príncipe ciertamente perdió estado
'El príncipe ciertamente perderá el Estado'
Existen unos pocos casos de orden OV, aunque este uso es marginal, y en esos casos el objeto tiene una marca pospuesta (shi o zhi):
(2) jin [Wu shi]OBJ ju
Ahora Wu MARCA.OBJETO temer
'Ahora temen al [estado de] Wu'
En cuanto a las categorías, la gramática tradicional china distingue dos tipos de palabras: shizi (palabras plenas o categorías léxicas) y xuzi (palabras vacías o categorías funcionales).